# 第4戦車連隊 (国家人民軍)
第4戦車連隊（ドイツ語: Panzerregiment 4）は、国家人民軍地上軍（東ドイツ陸軍）が有した連隊の1つ。1956年から1989年にかけて、現在のゴータ・フリーデンシュタイン兵舎に駐屯した。

## 歴史
第4戦車連隊は1956年6月15日に結成された。母体となったのは、兵営人民警察時代に組織されていた戦車・自走砲連隊(Panzer- und SFL-Regiment)だった。連隊には「アウグスト・ベーベル」の名が冠された。上級部隊は第4自動車化狙撃兵師団である。1989年6月16日の第78回ドイツ民主共和国国防評議会会議の中で、軍縮の一環として将兵10,000名の解雇が決定される。この決定の一環として、同年10月24日、第4戦車連隊は解散した。

## 編成
連隊は以下の下級編成を含んだ。

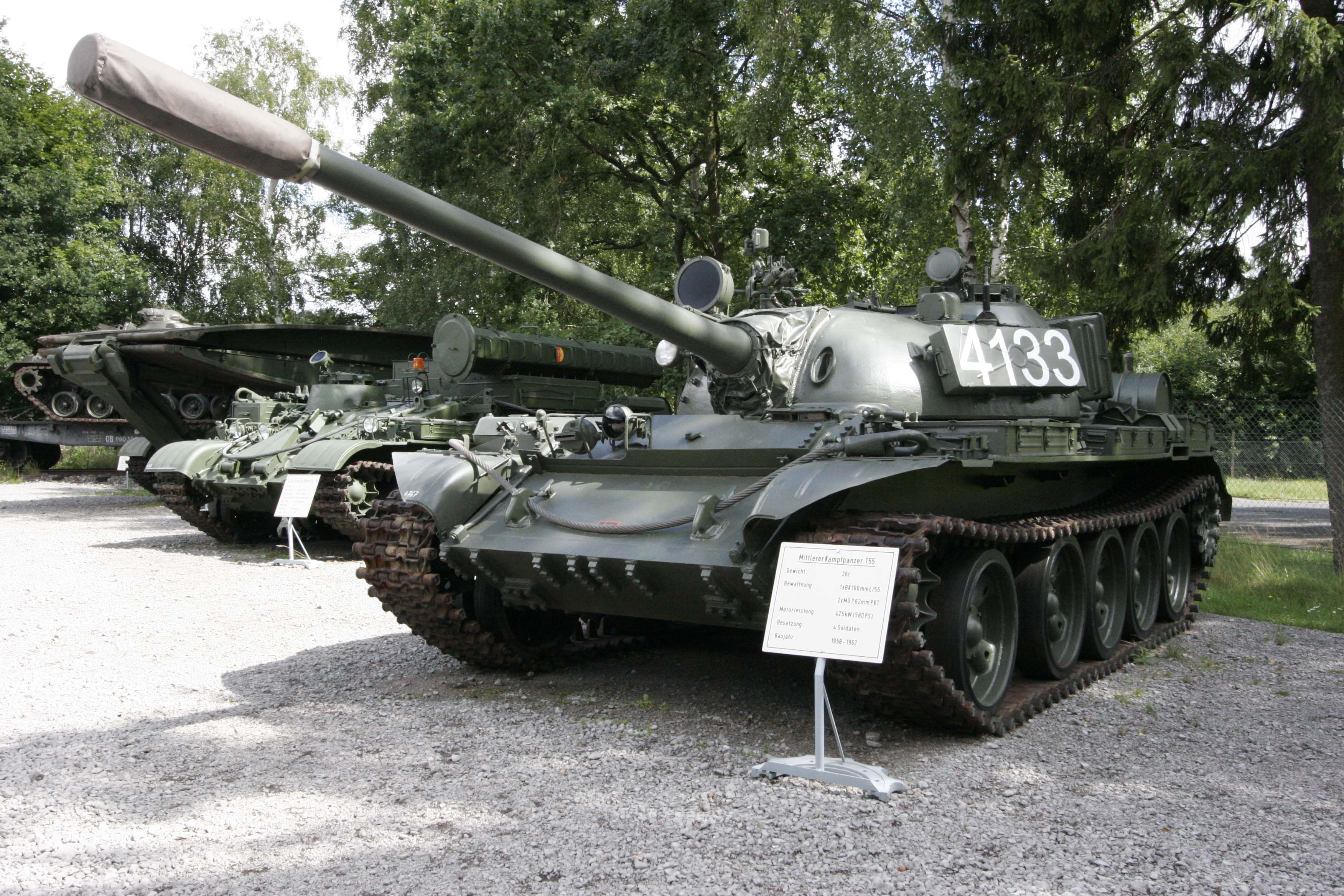
T-55戦車

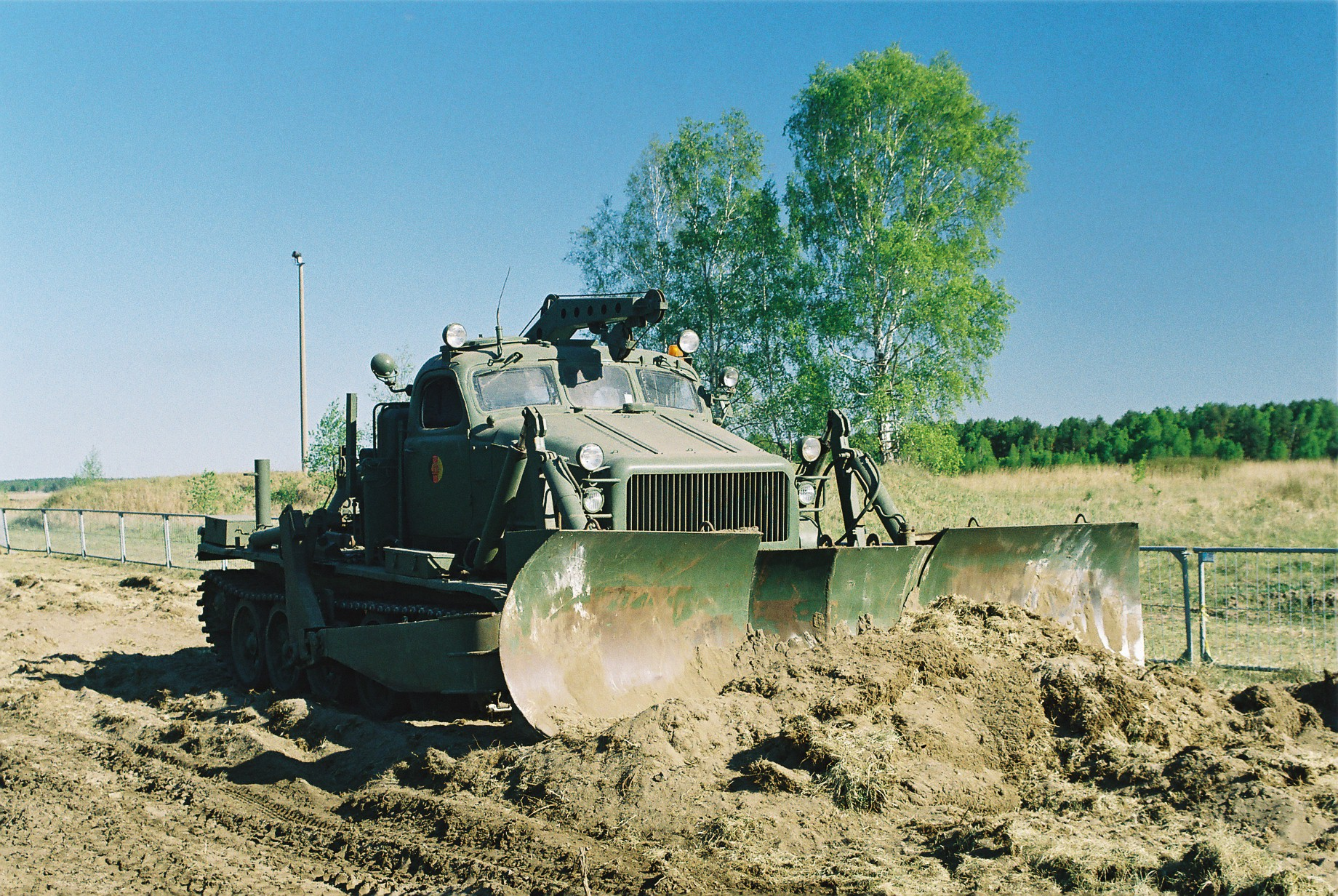
BAT-M工兵車両

- 連隊本部(Regimentsführung)
- 第1戦車大隊(I. Panzerbataillon)
- 第2戦車大隊(II. Panzerbataillon)
- 第3戦車大隊(III. Panzerbataillon)
- 偵察中隊(Aufklärungskompanie)
- 高射自走砲中隊(Fla-SFL-Batterie)
- 工兵中隊(Pionierkompanie)
- 幕僚中隊(Stabskompanie)
- 通信中隊(Nachrichtenkompanie)
- 輸送中隊(Transportkompanie)
- 修理中隊(Instandsetzungskompanie)

## 歴代連隊長
| 着任時階級           | 氏名                                                   | 任期                           |
| -------------------- | ------------------------------------------------------ | ------------------------------ |
| 中佐(Oberstleutnant) | カール＝ハインツ・ホルシュタイン(Karl-Heinz Hollstein) | 1956年6月15日 - 1958年8月31日  |
| 少佐(Major)          | ハインツ・コベルシュテート(Heinz Koberstädt)           | 1958年9月1日 - 1960年8月31日   |
| 中佐                 | ローター・グロース(Lothar Grohs)                       | 1960年9月1日 - 1963年4月30日   |
| 中佐                 | ロルフ・ロイチュ(Rolf Loitsch)                         | 1963年5月1日 - 1968年11月30日  |
| 中佐                 | ホルスト・ズュラ                                       | 1968年12月1日 - 1971年11月30日 |
| 大佐(Oberst)         | ジークフリート・ブロイニヒ(Siegfried Bräunig)          | 1971年12月1日 - 1977年10月31日 |
| 中佐                 | ヘルムート・エーベール(Helmut Eberl)                   | 1977年11月1日 - 1980年8月31日  |
| 中佐                 | ラインハルト・ヴァント(Reinhard Wandt)                 | 1980年9月1日 - 1982年8月31日   |
| 大佐                 | ヴォルフガンク・ゾルダン(Wolfgang Soldan)              | 1982年9月1日 - 1989年10月24日  |